# Lynn Davies
Lynn Davies, né le 20 mai 1942 à Nantymoel, est un athlète gallois spécialiste du saut en longueur, champion olympique et commandeur de l'ordre de l'Empire britannique. Il préside l'UK Athletics.

## Biographie
Après des débuts en football, David Lynn se tourne vers le triple saut, mais Ron Pickering, l'entraineur de l'équipe galloise, le persuade de faire du saut en longueur.
Lynn Davies remporte la médaille d'or aux Jeux olympiques de Tokyo en 1964 avec un saut à 8,07 m devant le favoris et recordman de l'époque, Ralph Boston. Il participe aussi au 100 mètres et au relais 4 × 100 mètres avec l'équipe de Grande-Bretagne qui termine huitième de la finale.
Lors des Jeux olympiques suivants à Mexico, il ne termine que 9e avec 7,94 m, confiant comme beaucoup d'athlètes, que Bob Beamon tua la compétition avec son saut à 8,90 m. À Munich, il saute à 7,64 m et prend la 18e place.
Il participe aux Jeux olympiques d'été de 1976 dans le staff technique.
Outre sa médaille d'or aux Jeux de Tokyo, il obtient le même métal lors Championnats d'Europe de 1966 devant Igor Ter-Ovanessian, le double champion d'Europe. Il remporte la médaille d'argent à ceux de 1969 derrière Ter-Ovanessian cette fois. Il arrive premier aux Jeux du Commonwealth de 1966 et 1970.
Il est commentateur sportif pour la BBC. En tant que président de l'UK Athletics, il a contribué à l'obtention de Londres pour les Jeux olympiques d'été de 2012.

## Palmarès

### Jeux olympiques
- Jeux olympiques d'été de 1964 à Tokyo :
  -  Médaille d'or au saut en longueur

### Championnats d'Europe
- Championnats d'Europe d'athlétisme de 1966 à Budapest :
  -  Médaille d'or au saut en longueur
- Championnats d'Europe d'athlétisme de 1969 à Athènes :
  -  Médaille d'argent au saut en longueur

### Jeux du Commonwealth
- Jeux de l'Empire britannique et du Commonwealth de 1966 à Kingston :
  -  Médaille d'or au saut en longueur
- Jeux du Commonwealth de 1970 à Édimbourg :
  -  Médaille d'or au saut en longueur

### Championnats d'Europe en salle
- Jeux européens d'athlétisme en salle de 1967 à Prague :
  -  Médaille d'or au saut en longueur
- Jeux européens d'athlétisme en salle de 1969 à Belgrade :
  -  Médaille d'argent au saut en longueur